# Comuna Stilsko, Mîkolaiiv
Stilsko (în ucraineană Стільсько) este o comună în raionul Mîkolaiiv, regiunea Liov, Ucraina, formată din satele Dubrova, Iliv, Mala Volea, Stilsko (reședința) și Velîka Volea.

## Demografie
Componența lingvistică a comunei Stilsko
     Ucraineană (99,64%)
     Alte limbi (0,31%)
Conform recensământului din 2001, majoritatea populației comunei Stilsko era vorbitoare de ucraineană (99,64%), existând în minoritate și vorbitori de alte limbi.